# Dr. Klaus Fischer Verlag
Der Dr. Klaus Fischer Verlag – Wissenschaftlicher Verlag war ein Buchverlag in Schutterwald/Baden, der von 1991 bis 2017 bestand.

## Geschichte
1991 gründete der Soziologe Dr. phil. Klaus H. Fischer den Verlag als Einzelunternehmen.
(Er hatte Soziologie, Philosophie und Wissenschaftliche Politik studiert und an der Universität Freiburg bei Heinrich Popitz promoviert.)
Das erste Buch war Jean-Jacques Rousseau. Die soziologischen und rechtsphilosophischen Grundlagen seines Denkens von ihm selber.
Seitdem erschienen über 50 (nach Verlagsangaben über 100) Buchveröffentlichungen. Schwerpunkt sind die Neuherausgabe von einigen Schriften aus dem Bereich der Philosophie und Sozialwissenschaften vor allem des 19. Jahrhunderts von Autoren wie Max Weber, Theodor Herzl, Friedrich Engels, Émile Durkheim, Georg Simmel, Richard Wagner und anderen. Zu einigen verfasste Klaus Fischer Erläuterungen. Dazu kommen einige Neuübersetzungen sowie einige Schriften von Fischer selber.
Etwa 50 Werke des Verlages befinden sich in wissenschaftlichen und Landesbibliotheken in Deutschland.
Der Soziologe Uwe Thaysen hat in einer Rezension das Wissenschaftsverständnis des Verlagsgründers so beschrieben: Die Äußerungen engagierter Eigenverleger verdienen Aufmerksamkeit zumal dann, wenn dieses Engagement selbst Gegenstand der Reflexionen ist.
Von 2017 sind die letzten Veröffentlichungen bekannt.

## Autoren
(nach Verlagsangaben)
- Gräfin von Albersdorf
- Albert Bielschowsky
- Elsa Binder
- Karl Binding
- Wilhelm Dilthey
- Émile Durkheim
- Friedrich Engels
- Benno Erdmann
- Felice Ewart
- Kuno Fischer
- Anselm von Feuerbach
- Jakob Frohschammer
- Johannes Froitzheim
- Gustav Glogau
- Franz Grillparzer
- Theodor Herzl
- Josef Hickel
- Samuel Hirzel
- Harald Höffding
- Georg Jellinek
- Immanuel Kant
- Emil Kraepelin
- Heinrich Kruse
- Wilhelm Lang
- John Locke
- Paul Mehlhorn
- Malwida von Meysenburg
- Paul J. Moebius
- Robert von Mohl
- August Ferdinand Näke
- Desiré Nolen
- Leon Pinsker
- Ernest Renan
- Alois Riehl
- Albrecht Ritschl
- Katinka von Rosen
- Jean-Jacques Rousseau
- Meta von Salis-Marschlins
- Robert Schellwien
- Adolf Schöll
- Georg Simmel
- Hermann Schröder
- Graf Leo Tolstoi
- Lorenz von Stein
- Ernst Troeltsch
- Theodor Vogel
- Richard Wagner
- Max Weber
- Theobald Ziegler